# Brown County (Nebraska)
Brown County is een county in de Amerikaanse staat Nebraska.
De county heeft een landoppervlakte van 3.163 km² en telt 3.525 inwoners (volkstelling 2000). De hoofdplaats is Ainsworth.

## Bevolkingsontwikkeling

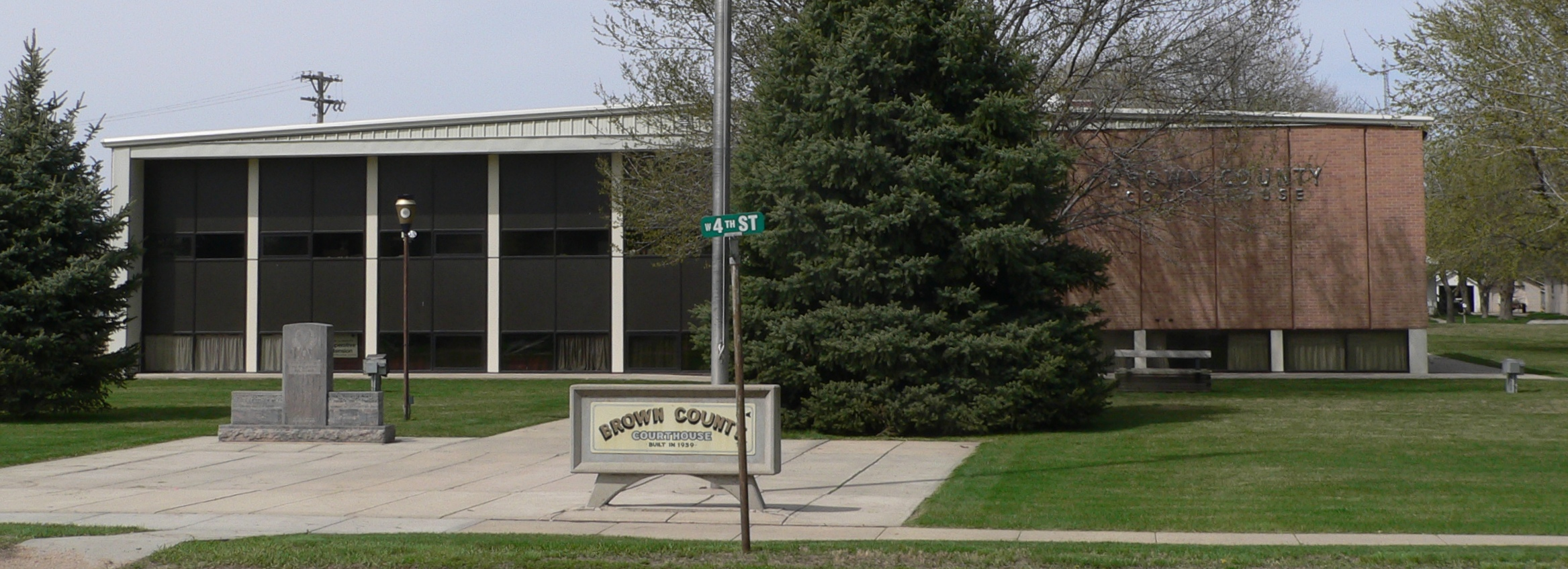
Brown County Courthouse